# Bhuchakrapur
Bhuchakrapur (nepalski: भूचक्रपुर) – gaun wikas samiti w środkowej części Nepalu w strefie Dźanakpur w dystrykcie Dhanusa. Według nepalskiego spisu powszechnego z 2011 roku liczył on 942 gospodarstwa domowe i 5176 mieszkańców (2560 kobiet i 2616 mężczyzn).